# Warcraft: La guerra de los ancestros
Warcraft: La guerra de los ancestros, es una trilogía de libros escrita por Richard A. Knaak, ambientada en el popular universo de videojuegos de Blizzard Entertainment, Warcraft.
El primer libro de la serie se entregó como promoción para realizar un pedido anticipado del videojuego en línea World of Warcraft de Best Buy. El libro fue empaquetado en una caja de juegos de PC estándar.
La trilogía se lleva a cabo diez milenios antes de los primeros videojuegos de Warcraft, durante la primera invasión de Azeroth por la Legión de fuego. La trama continúa expandiendo la profundidad del pasado de los Elfos Nocturnos, y lleva al Cataclismo de Kalimdor. Si bien esta trama se describió brevemente en el pasado, la trilogía involucra el viaje en el tiempo al pasado, lo que hace que la forma en que se desarrollaron los eventos en esta era del tiempo se modifique permanentemente.
Esta serie contiene tres libros:
1. El pozo de la eternidad (2004), ISBN 0-7434-7119-9
2. El alma del demonio (2004), ISBN 0-7434-7120-2
3. El Cataclismo (2005), ISBN 0-7434-7121-0

La serie viene después del libro de Warcraft: el día del dragón, pero la mayoría de la historia en la nueva serie está bien establecida en el pasado a partir de los eventos del libro anterior. También se basa en la historia de muchos de los personajes de los Elfos Nocturnos de la serie Warcraft.

## Argumento

### Libro uno - El pozo de la eternidad
Han pasado muchos meses desde la cataclísmica batalla del monte Hyjal, donde la demoníaca Legión Ardiente fue desterrada de Azeroth para siempre. Pero ahora, una misteriosa división de energía dentro de las montañas de Kalimdor impulsa a tres ex guerreros a un pasado lejano, un tiempo mucho antes de que los orcos, los humanos o incluso los altos elfos vagaran por la tierra. Un momento en que el Titan oscuro, Sargeras y sus peones demoníacos persuadieron a la reina Azshara y su alto consejo para que limpiaran a Azeroth de sus razas menores. Un momento en que los Aspectos del Dragón estaban en el apogeo de su poder, sin saber que uno de los suyos pronto sería el comienzo de una era de oscuridad que envolvería el Mundo de Warcraft.
En el primer capítulo de esta trilogía épica, el resultado de la histórica Guerra de los Antiguos se ve alterada para siempre por la llegada de tres héroes perdidos en el tiempo: Krasus, el mago dragón cuyos grandes poderes y memoria del antiguo conflicto han disminuido inexplicablemente; el mago humano Rhonin, cuyos pensamientos se dividen entre su familia y la fuente seductora de su creciente poder; y Broxigar, un veterano orco degradado que busca una muerte honorable en combate. Pero a menos que los aliados improbables puedan convencer al semidiós, Cenarius, ya los elfos de la noche que no confían en la traición de su reina, la puerta de la Legión Ardiente a Azeroth se abrirá de nuevo. Y esta vez, las luchas del pasado bien pueden extenderse hacia el futuro...

### Libro dos - El alma del demonio
Dirigidos por el poderoso demonio Archimonde, decenas de soldados demoníacos ahora marchan a través de las tierras de Kalimdor, dejando tras de sí un rastro de muerte y devastación. En el corazón de la ardiente invasión se encuentra el Místico Pozo de la Eternidad, que fue la fuente del poder arcano de los Elfos Nocturnos. Pero ahora las energías del Pozo han sido contaminadas y retorcidas, ya que la Reina Azshara y su consejo no se detendrán ante nada para comunicarse con su recién descubierto dios: el ardiente Señor de la Legión Ardiente... Sargeras.
Los defensores de los elfos de la noche, liderados por el joven druida, Malfurion Tempestira, y el mago, Krasus, luchan en una batalla desesperada para contener el terrible ataque de la Legión. Aunque solo quedan las brasas de la esperanza, un antiguo poder ha aumentado para ayudar al mundo en su hora más oscura. Los dragones, liderados por el poderoso Aspecto, Neltharion, han forjado un arma de poder incalculable: el Alma de Dragón, un artefacto capaz de expulsar a la Legión del mundo para siempre. Pero su uso puede costar mucho más de lo que podría haber previsto.

### Libro Tres - El cataclismo
Los valientes elfos de la noche han sido destrozados por la pérdida de su amado general. El dragón negro, Neltharion, reclamó el Alma de Demonio y dispersó los poderosos vuelos del dragón a los vientos. Por encima de todo, el señor de los demonios, Archimonde, ha llevado a la Legión Ardiente al borde de la victoria sobre Kalimdor. A medida que la tierra y sus habitantes se tambalean de este imparable mal, un terror más allá de todo cálculo se acerca cada vez más cerca de las profundidades del Pozo de la Eternidad...
En el capítulo apocalíptico final de esta trilogía épica, el mago dragón Krasus y el joven druida Malfurion deben arriesgar todo para salvar a Azeroth de la destrucción total. Al unir a las razas de enanos, tauren y furbolg, los héroes esperan encender una alianza para oponerse al poder de la Legión Ardiente. Porque si el Alma de Demonio cae en manos de la Legión, toda esperanza para el mundo se perderá. Esta es la hora ... ¡donde el pasado y el futuro chocan!